# Дики, Кейт
Кейт Ди́ки (англ. Kate Dickie, род. 4 июля 1971, Ист-Килбрайд, Великобритания) — британская  театральная, телевизионная и киноактриса. Наиболее известна по роли Лизы Аррен в телесериале HBO «Игра престолов».

## Ранняя жизнь и образование
Дики родилась в Ист-Килбрайде, Шотландия, но провела детство в различных частях Шотландии (Дамфрисе и Галлоуэе, Пертшире и Эйршире), так как её семья часто переезжала. С ранних лет она обнаружила в себе увлечение актёрским мастерством, которое также поддержали родители. Происходя из рабочей семьи (её отец был фермером и садовником), в которой ни один из членов семьи прежде не имел никакого отношения к искусству, она стеснялась называть себя актрисой, так как боялась выглядеть претенциозной. Посещение театральных кружков помогло ей преодолеть неуверенность, которая появилась из-за частых смен школ, а также помогло адаптироваться к новым людям и обстановке.
После окончания школы она поступила в колледж в Керколди, чтобы получить национальный сертификат по актёрскому мастерству. В 1990 году она поступила в Королевскую академию музыки и драмы (Royal Scottish Academy of Music and Drama) и решила остаться в Глазго. Дики начала работать в театре и получила возможность выступать с лучшими театральными компаниями Шотландии (Suspect Culture, Theatre Cryptic и Raindog).

## Карьера
Дебют Кейт на телевидении состоялся в 1994 году в британском сериале «Rab C. Nesbitt», в кино – в 2006 году в триллере «Жилой комплекс «Ред Роуд», в котором актриса исполнила главную роль. Картина получила приз жюри Канского кинофестиваля, а также премию Карла Формана. Сама Кейт за участие в фильме была удостоена шотландской премии BAFTA, а также премии британского независимого кино.
В 2010-м Дики можно было увидеть в мини-сериале «Столпы Земли» в роли Агнес, в 2012 – в научно-фантастическом фильме Ридли Скотта «Прометей» в роли медика по фамилии Форд, а в 2013 – в чёрной трагикомедии «Грязь» в роли Крисси, любовницы героя Джеймса Макэвоя.
Мировая известность пришла к актрисе после утверждения её на роль Лизы Аррен в сериале «Игра престолов». В 2015 году актриса сыграла Катерину в мистической ленте «Ведьма», а в 2017 состоялась мировая премьера фильма «Звёздные войны: Последние джедаи», снятого при участии Кейт.
Она сыграла в одном эпизоде сериала «Острые козырьки» в 2019 году и в трёх в сериале «Темпл».
В конце августа 2021 года в российский прокат выйдет фэнтези «Легенда о Зелёном рыцаре», в котором Дики сыграла Королеву. В фильме также снялись Дев Патель, Алисия Викандер и Джоэл Эдгертон.

## Личная жизнь
Дики живёт с дочерью Молли (род. 2004) и бойфрендом Кенни, звукооператором по профессии, в Келвинбридже, Шотландия.

## Избранная фильмография

### Фильмы
| Год  | Русское название           | Оригинальное название    | Роль            | Примечания      |
| ---- | -------------------------- | ------------------------ | --------------- | --------------- |
| 2003 | Комната на ночь            | Room for the Night       | проститутка     | Короткометражка |
| 2005 | Кого ты любишь?            | Who Do You Love?         | мама            | Короткометражка |
| 2006 | Происшествия               | Accidents                | мама            | Короткометражка |
| 2006 | Красная дорога             | Red Road                 | Джеки           |                 |
| 2006 | Урожай                     | The Harvest              | Эмма Боуви      |                 |
| 2008 | След                       | Trace                    | Карен           |                 |
| 2008 | Сомерстаун                 | Somers Town              | Джейн           |                 |
| 2008 | Он убивал полицейских      | He Kills Coppers         | Джанис          | ТВ фильм        |
| 2010 | Изгнанники                 | Outcast                  | Мэри            |                 |
| 2010 | Родной сын                 | Native Son               | полицейская     | Короткометражка |
| 2010 | Ослы                       | Donkeys                  | Джеки           |                 |
| 2012 | Прометей                   | Prometheus               | Форд            |                 |
| 2012 | Шелл                       | Shell                    | Клэр            |                 |
| 2013 | Грязь                      | Filth                    | Крисси          |                 |
| 2013 | Не просто счастливый конец | Not Another Happy Ending | Анна Лефевр     |                 |
| 2013 | За тех, кто в море         | For Those in Peril       | Кэти            |                 |
| 2014 |                            | Soror                    | Аманда          | Короткометражка |
| 2015 | Ведьма                     | The Witch                | Катерина        |                 |
| 2015 | Оператор                   | Operator                 | оператор        | Короткометражка |
| 2021 | Легенда о Зелёном рыцаре   | The Green Knight         | королева        |                 |
| 2021 | Варяг                      | The Northman             | Халльдора       |                 |
| 2022 | Воронья лощина             | Raven’s Hollow           | Элизабет Инграм |                 |

### Телесериалы
| Год       | Русское название  | Оригинальное название    | Роль               | Примечания                            |
| --------- | ----------------- | ------------------------ | ------------------ | ------------------------------------- |
| 1994      | Рэб К. Несбитт    | Rab C. Nesbitt           | юная девушка       | (23 эпизода) — «Mother»               |
| 2000-01   | Город мишуры      | Tinsel Town              | Лекс               |                                       |
| 2003      | Порок             | The Vice                 | Беверли            | (1 эпизод) — «Gameboys»               |
| 2003      | Таггерт           | Taggart                  |                    | (1 эпизод) — «Penthouse and Pavement» |
| 2004      | Всё ещё игра      | Still Game               | беременная девушка | (1 эпизод) — «Swottin»                |
| 2007      | Таггерт           | Taggart                  | Венди Ньюджент     | (1 эпизод) — «Island»                 |
| 2010      | Блудные дочери    | Five Daughters           | Изабелла Кленнелл  | (2 эпизода)                           |
| 2010      | Столпы Земли      | The Pillars of the Earth | Агнес              |                                       |
| 2011—2014 | Игра престолов    | Game of Thrones          | Лиза Аррен         | 5 эпизодов                            |
| 2012      | Новые трюки       | New Tricks               | Фиона Макдугалл    | (1 эпизод) — «Glasgow UCOS»           |
| 2013      | Любыми средствами | By Any Means             | Патрисия Брукс     | (1 эпизод)                            |
| 2018      | Плач              | The Cry                  | Морвен Дэвис       | (4 эпизода)                           |
| 2023      | Локи (2-й сезон)  | Loki                     | Генерал Докс       | (2 эпизода)                           |